# Eagle Lake, Texas
Eagle Lake là một thành phố thuộc quận Colorado, tiểu bang Texas, Hoa Kỳ. Năm 2010, dân số của xã này là 3639 người.

## Dân số
- Dân số năm 2000: 3664 người.
- Dân số năm 2010: 3639 người.